# Acrocephalus brevipennis
La cannaiola di Capo Verde (Acrocephalus brevipennis (Keulemans, 1866)) è un uccello della famiglia Acrocephalidae, endemico di Capo Verde.

## Descrizione
È un passeraceo di media taglia, lungo circa 13 cm, con un peso di 15–17 g.

## Biologia

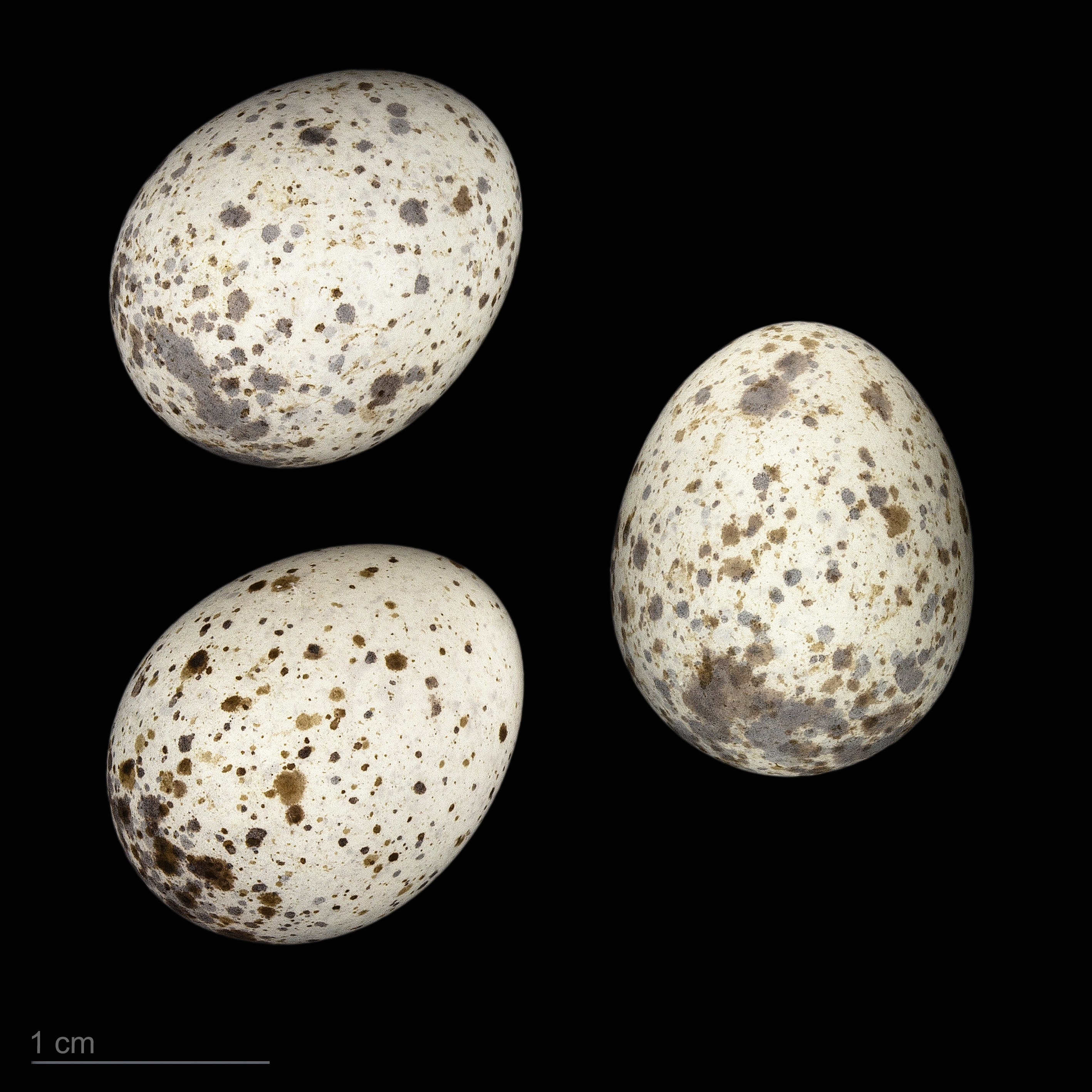
Uova di Acrocephalus brevipennis - Museo di Tolosa

È una specie prevalentemente insettivora, che talora è stata osservata nutrirsi anche di frutti di Ficus spp.

## Distribuzione e habitat
La specie è presente solo su tre isole dell'arcipelago di Capo Verde: Santiago, São Nicolau e Fogo.

## Conservazione
La IUCN Red List classifica Acrocephalus brevipennis come specie vulnerabile  (Vulnerable).